# Rhinobatos hynnicephalus
Rhinobatos hynnicephalus là một loài cá thuộc họ Rhinobatidae. Loài này có ở Trung Quốc, Nhật Bản, Hàn Quốc, Đài Loan, and Việt Nam. Các môi trường sống tự nhiên của chúng là biển mở, biển nông, rạn san hô, và cửa sông.